# Lili Marlene (zespół muzyczny)
Lili Marlene – zespół rockowy założony we Wrocławiu.

## Skład
- Kuba Zublewicz – gitara
- Kornel Karwasiński – gitara basowa, gitara
- Łukasz Wójcik – perkusja
- Wojtek Tyralski – gitara, gitara basowa
- Norbert Cieślik – śpiew

### Byli członkowie zespołu
- Marcin – klawisze
- Marcin – perkusja
- Jarek – gitara basowa

## Dyskografia
- We Leave Nothing (2002) (demo)
- No More Lili Marlene (2004) (demo)
- Lili Marlene (2007) (debiut)